# Ignacio Sanz de Santamaría
Ignacio Sanz de Santamaría y Herrera (Bogotá, 31 de julio de 1868-23 de diciembre de 1934), fue un ganadero, empresario y filántropo colombiano, impulsor de la tauromaquia en el país.
Sanz de Santamaría destinó la mayor parte de su fortuna para financiar una plaza taurina en Bogotá, conocida como Plaza de Toros de Santamaría, actual monumento nacional en Colombia. También fue el creador de la empresa ganadera Mondoñedo, la más antigua del país.